# Jan Andrzej Morsztyn
Jan Andrzej Morsztyn herbu Leliwa (ur. 24 czerwca 1621 w Raciborsku, zm. 8 stycznia 1693 w Paryżu) – polski polityk, poeta, podskarbi wielki koronny w latach 1668–1683, świecki referendarz koronny w latach 1658–1668, stolnik sandomierski w latach 1647–1658, sekretarz królewski w 1656 roku, starosta tucholski w latach 1667–1669 i 1673–1681, warcki od 1661 roku, tymbarski w 1658 roku, kowalski w latach 1658–1672, zawichojski od 1656 roku, ambasador Rzeczypospolitej w Królestwie Francji w 1679 roku.
Przywódca stronnictwa profrancuskiego, czołowy przedstawiciel polskiego baroku dworskiego, marinista, pradziad króla Polski Stanisława II Augusta oraz Michała Jerzego Poniatowskiego, ostatniego prymasa czasów Rzeczypospolitej.

## Życiorys
Jan Andrzej Morsztyn urodził się 24 czerwca 1621 w Raciborsku, w pobliżu Krakowa. Jego ojciec był zamożnym ziemianinem, członkiem wspólnoty braci polskich. Rodzina korzeniami sięgała osiedlonego w XIV wieku na terenie Polski mieszczaństwa niemieckiego, lecz w tym czasie posiadała już polski tytuł szlachecki.
W młodych latach studiował na uniwersytecie w Lejdzie oraz odbył wraz z bratem podróż po Włoszech i Francji. Po powrocie związał się z dworem rodziny Lubomirskich i dzięki jej protekcji uzyskał kontakty na dworze królewskim. Jako poseł na sejm konwokacyjny 1648 roku z województwa sandomierskiego był członkiem konfederacji generalnej zawiązanej 31 lipca 1648 roku. Od 1649 był dworzaninem Jerzego Lubomirskiego, a w 1653 został dworzaninem królewskim. 
Poseł sejmiku opatowskiego na sejm 1650 roku, sejm nadzwyczajny 1652 roku, sejm 1653 roku, sejm 1658 roku, sejm 1661 roku.
W 1656 rozpoczął karierę na dworze jako sekretarz królewski, a od 1658 referendarz koronny. W 1668 otrzymał stanowisko podskarbiego wielkiego koronnego. W tym czasie brał udział w wielu misjach dyplomatycznych, m.in. jego podpis widnieje pod aktem pokojowym pokoju w Oliwie. W 1662 pobierał z kasy ambasadora francuskiego w Rzeczypospolitej Antoine de Lumbres’a pensję w wysokości 9000 franków za poparcie planu elekcji vivente rege kandydata francuskiego Ludwiki Marii Gonzagi. W 1661 w miejscu dworu rodzinnego w rejonie obecnego Placu marsz. J. Piłsudskiego w Warszawie wybudował piętrowy barokowy pałac z czterema wieżami, który dał początek Pałacowi Saskiemu. Poślubił w 1659 Katarzynę, siostrę pułkownika wojsk koronnych Henryka Gordona, damę dworu królowej Marii Ludwiki Gonzagi. Kilka lat później przeszedł na katolicyzm, którego był letnim i pozbawionym gorliwości wyznawcą.  W latach 1667–1683 był starostą niegrodowym tucholskim.
Książę Bogusław Radziwiłł w spisanym w 1668 roku testamencie uczynił go jednym z dwunastu opiekunów swej jedynej córki Ludwiki Karoliny Radziwiłłówny.
W polityce reprezentował stronnictwo profrancuskie. Na sejmie abdykacyjnym 16 września 1668 roku podpisał akt potwierdzający abdykację Jana Kazimierza. Po abdykacji Jana II Kazimierza Wazy w 1668, popierał do polskiej korony kandydaturę francuskiego księcia Wielkiego Kondeusza. Był członkiem konfederacji generalnej zawiązanej 5 listopada 1668 roku na sejmie konwokacyjnym. Był elektorem Michała Korybuta Wiśniowieckiego w 1669 z województwa krakowskiego, podpisał jego pacta conventa. Był członkiem konfederacji malkontentów w 1672 roku. Był członkiem konfederacji generalnej zawiązanej 15 stycznia 1674 roku na sejmie konwokacyjnym. Elektor Jana III Sobieskiego z województwa sandomierskiego w 1674.  Za panowania króla Jana III Sobieskiego zawiązał w porozumieniu z Ludwikiem XIV spisek detronizacyjny. Został on wykryty i rozpoczęto przygotowania do sądu sejmowego o zdradę stanu, a także o wykorzystywanie skarbu publicznego w osobistych celach. Choć Morsztyn przysiągł, że nie zbiegnie za granicę, uczynił to. Osiadł we Francji, gdzie przyjął poddaństwo i objął urząd sekretarza Ludwika XIV (który uzyskał jeszcze, gdy był obywatelem Rzeczypospolitej). We Francji pisał się jako "Jean-André comte de Morstein".

## Działalność literacka
Morsztyn był typowym poetą dworskim. Jego utwory cechowały się niezwykłym kunsztem. Poprawiał je wielokrotnie, troszcząc się o każdy szczegół. Pisanie nie stanowiło jednak jego życiowej pasji. Traktował je jako rozrywkę, swoistą zabawę słowem. Był autorem charakterystycznego wiersza, w którym skarży się na niewygody zawodu dyplomaty:

Mnie stamtąd, gdzie mię mus pański wytyka,

Już zalatuje czosnek i z cebulą,

I z dziegciem, aż się nozdrza w kupę tulą.

Dokonał wielu tłumaczeń na język polski. Do najbardziej znanych należą Cyd Pierre’a Corneille’a, sielanka Amintas Torquata Tassa oraz czwarta pieśń poematu Adone Mariniego nosząca tytuł Psyche.
Morsztyn za życia właściwie nie był drukowany. Przekłady Psyche i Cyda wyszły pod koniec XVII wieku, gdy już nie żył. Dopiero w XIX i XX wieku opublikowane zostały jego inne utwory. Jednak nie znaczy to, iż autor nie starał się o druk czy też, że jego wpływ na literaturę był marginalny. Jego wiersze krążyły w ręcznych odpisach, były też na pewno recytowane.
Najbardziej znane zbiory oryginalnych utworów poetyckich Morsztyna to Lutnia (powstały w latach 1638–1660/1661, wyd. 1844) oraz Kanikuła abo Psia gwiazda (powstały w 1647, wyd. 1874). Pierwszy zbiór obejmuje ponad 200 wierszy, głównie erotyków wzorowanych na utworach Mariniego (nawet tytuł Lutnia pochodził od tytułu zbioru wierszy Mariniego La Lira). Druga książka, Kanikuła..., zawiera niewiele ponad 30 wierszy, w których autor wprowadza związek między kanikułą (okresem największych upałów) a żarem uczuć miłosnych wypełniających ludzkie serca pogrążone w miłości. W zbiorze tym podobnie jak w poprzednim przeważają erotyki wzorowane na utworach Mariniego.
Marini nie był jedynym źródłem inspiracji literackich Morsztyna. Autor sięgał także po wzorce do autorów antycznych (Horacego, Owidiusza, Marcjalisa, Auzoniusza), łacińskich autorów poantycznych (z terenu całej Europy, ale także do np. Macieja Kazimierza Sarbiewskiego) oraz pisarzy włoskich i francuskich. Źródłem inspiracji poety były także utwory Kochanowskiego.
Znane i często powielane również przez innych autorów motywy Morsztyn potrafił przetworzyć w niebanalny sposób. Jego zdolność do odświeżania utartych figur stylistycznych, zabawy słowem, tworzenia nieoczekiwanych point czy zaskakiwania kunsztownymi konceptami decydowały o oryginalności tej poezji. Morsztyn w swoich erotykach korzystał z kontrastów wynikających z przejścia od wzniosłości do potoczności czy od rozbudowanych, opartych na koncepcie komplementów do żartów i złośliwości. Przy opisywaniu kobiecej urody wykorzystywał motywy włosów, oczu wypowiadających wojnę zalotnikowi, kwiatów wyrastających u stóp kobiety czy słońca blednącego w porównaniu ze spojrzeniem kochanki. Także sięgał do opisów nieszczęśliwej miłości, która spotkała się z obojętnością i chłodem.
Wśród rzadziej podejmowanych, znajdowały się też tematy polityczne. Morsztyn w swoich wierszach krytykował postawę szlachty wobec zagrożenia ze strony Kozaków czy Tatarów. Postawa ta znalazła wyraz w wierszach Pospolite ruszenie 1649 czy Pieśń w obozie pod Żwańcem 1653. Spośród niewielu wierszy religijnych Morsztyna warto wymienić Pokutę w kwartanie, w której w udany sposób prosta forma ujmująca temat rachunku sumienia została ożywiona pomysłowym obrazowaniem.